# Jōtō-ku
Jōtō (城東区, Jōtō-ku) est le nom d'un des vingt-quatre arrondissements de la ville d'Osaka au Japon. Jōtō signifie « Est du château » en référence au château d'Osaka. L'arrondissement a été séparé de Higashinari-ku et Asahi-ku en 1943 et de Tsurumi-ku en 1974.
Au 1er août 2011, sa population est estimée à 165 655 habitants pour une densité de 19 670 personnes par km2. La superficie totale de l'arrondissement est de 8,42 km2.

## Rivières
- Neya-gawa
- Daini-neya-gawa
- Shirokitagawa
- Hiranogawa

## Personnalités nées dans l'arrondissement
- Daisuke Ohata
- Hiroyuki Tomita